# Barcoding de l'ADN microbien

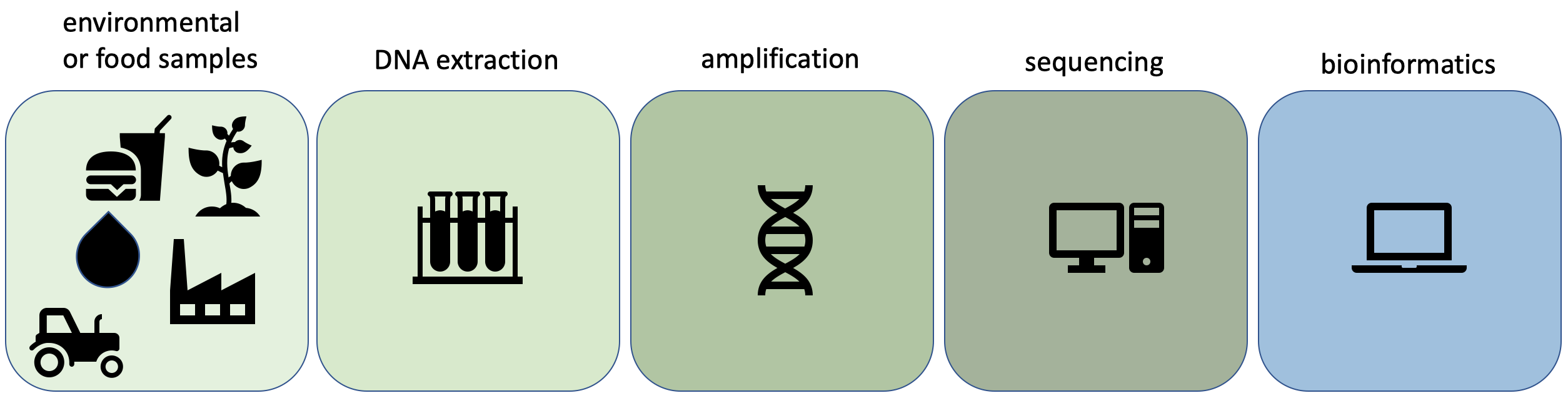

Le Barcoding de l'ADN microbien est l'une des formes du métabarcoding, utilisée pour caractériser un mélange de micro-organismes par exemple prélevés sans tri dans l'environnement, à partir de « marqueurs génétiques universels » permettant d'identifier l'ADN de nombreuses espèces, même au sein d'un mélange de nombreux microbes.

## Histoire
L'idée d'utiliser des segments d'ADN pour dresser la liste des microbes présents dans une communauté microbienne remonte au moins au début des années 1970. 
En 1972, Carl Woese, Mitchell Sogin (en) et Stephen Sogin ont été les premiers à tenter d'ainsi distinguer plusieurs familles au sein du monde bactérien, en utilisant le gène de l'ARNr 5S.
Quelques années plus tard Woese et ses collègues proposèrent un nouvel arbre de vie contenant trois domaines, et ils furent les premiers à utiliser la petite sous-unité du gène de l'ARN ribosomal (SSU rRNA) pour distinguer les 3 branches de cet arbre : bactéries, archées et eucaryotes. 
Le gène SSU de l'ARNr est devenu le marqueur génétique le plus utilisé pour caractériser les procaryotes (ARNr 16S) et les eucaryotes (ARNr 18S).
Le processus autrefois fastidieux de clonage de ces fragments d'ADN pour le séquençage a été accéléré par l'amélioration constante des technologies de séquençage. Dès le début des années 2000 le séquençage à haut débit (HTS) a permis de traiter ces données volumineuses à l'aide d'une bioinformatique moderne et démocratisée (algorithmes en grappes) qui a beaucoup facilité la recherche sur la vie microbienne.

## Marqueurs génétiques
Le patrimoine génétique concerne aussi le monde microbien ; chaque espèce y est caractérisée par des spécificités génomiques, faisant qu'il est possible de distinguer des espèces rien que via une courte séquence d'ADN à partir d'une partie standard du génome. C'est cette courte séquence est ici dite code barre. 
La condition requise pour qu'une partie spécifique du génome serve de code barre pour le barcoding est que cette partie du génome varie fortement d'une espèce à l'autre, mais varie peu entre deux individus de la même espèce, afin de faciliter la différenciation entre espèces,. 
Pour les bactéries et les archées, le gène ARNr 16S/ADNr est utilisé. Ce gène est courant chez tous les procaryotes ; il est donc utilisé comme code barre standard pour évaluer la diversité au sein des procaryotes. 
Pour les protistes, c'est le gène de l'ARNr 18S/ADNr qui est utilisé.
Pour les microchampignons, c'est la région ITS (Internal Transcrit Spacer) du cistron ribosomal qui a été choisie.

## Avantages
Les microbes sont presque partout présents sur la planète, et parfois difficilement accessibles (au cœur d'un organisme, au fond de l'océan ou dans le sous-sol à plus d'un kilomètre de profondeur par exemple, et certains sont vraiment très petits). Leur biodiversité est loin d'être bien connue même si nous savons qu'elle est principalement composée de bactéries, d'archées, de microchampignons et d'eucaryotes unicellulaires. 
L'identification taxinomique des eucaryotes microbiens nécessite une grande expertise, et elle est souvent rendue encore plus difficile en raison de la petite taille des organismes, parce que dans l'échantillon le micoorganisme peut être déjà fragmenté par lyse, et parce qu'il existe de la diversité cachée et des espèces cryptiques,. En outre, les procaryotes ne peuvent pas être taxonomiquement identifiés via des méthodes traditionnelles telles que la microscopie, car trop petits et la plupart du temps morphologiquement indiscernables, alors que le métabarcodage de l'ADN permet l'identification de ces microorganismes sans expertise taxonomique particulière, simplement en faisant correspondre des fragments de gènes courts dérivés de séquences à haut débit (HTS) à une base de données de séquences de référence (NCBI par exemple). Ces qualités font du barcoding une méthode rentable, fiable et bien plus rapide que les méthodes traditionnelles, qui devrait permettre de répondre au besoin croissant d’évaluations environnementales locales et à grande échelle.

## Applications
De nombreuses études ont suivi la première utilisation par Woese et al. de cette méthode, couvrant maintenant diverses applications.
Le métabarcodage est ainsi utilisé en recherche biologique et microbiologique comme dans l'écologie, de même qu'en médecine et en biologie humaine, par ex. étudier le microbiote intestinal de jumeaux normaux et obèses ou pour des études comparatives sur la composition en bactéries intestinales du nouveau-né, de l'enfant et de l'adulte. Les codes barres jouent un rôle croissant et majeur dans la biosurveillance, par exemple de rivières et ruisseaux, pour la restauration de sols et de prairies. Il facilite la parasitologie de la conservation, la parasitologie de l'environnement et même la paléoparasitologie (en). C'est enfin un outil très utile pour la recherche et la gestion des maladies, à risque pandémique notamment.

## Cyanobactéries

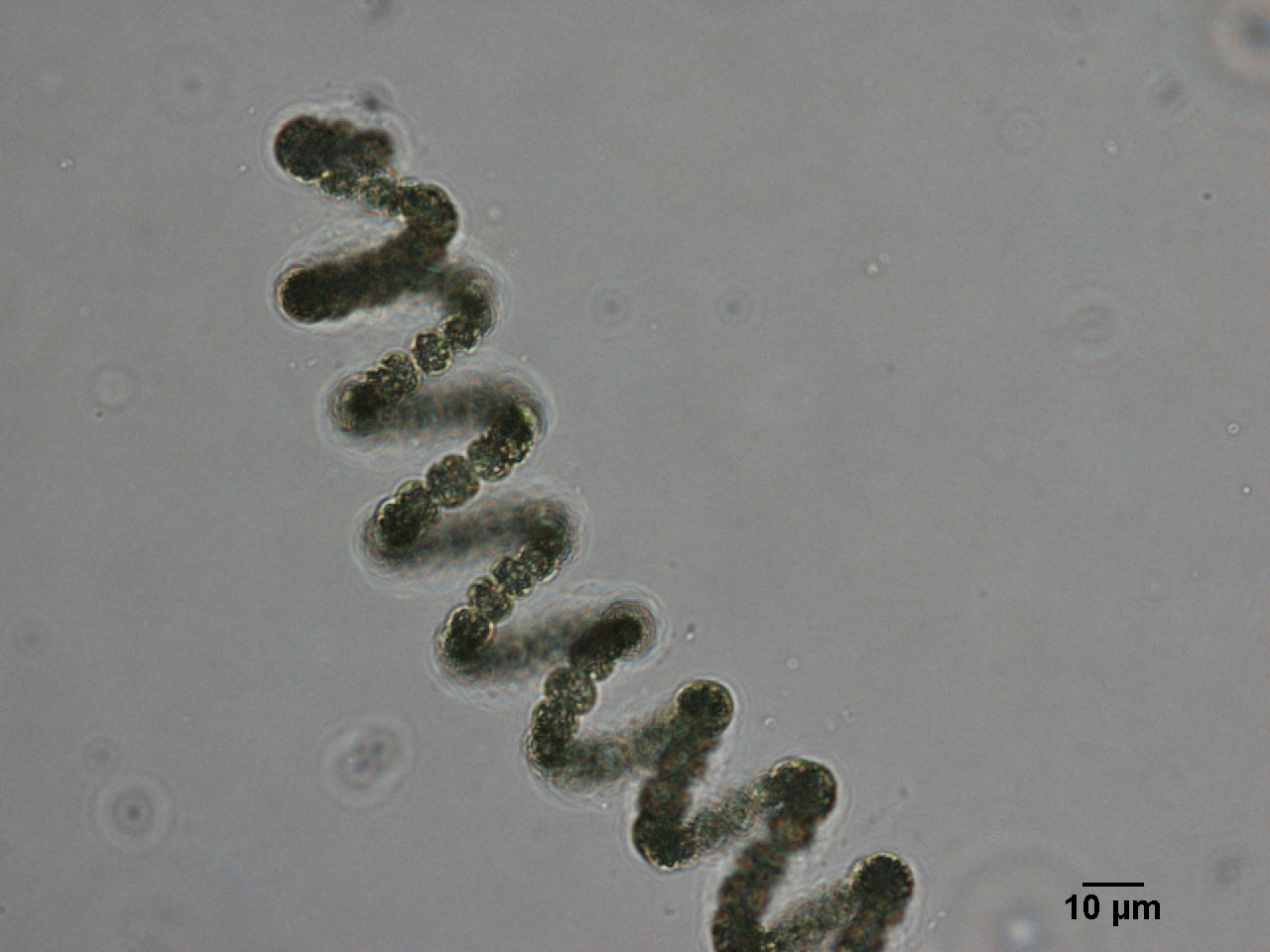
Cyanobactérie du genre Dolichospermum, telle que vue au microscope optique ; beaucoup de cyanophycées ont des formes qui changent selon les conditions du milieu et/ou se ressemblent fortement, ce qui rend leur identification au microscope difficile, voire impossible.

Les cyanobactéries sont un groupe bien différencié de procaryotes photosynthétiques, qui présentent des enjeux importants car elles sont importantes dans le réseau trophique et dans certaines symbioses, et pouvant pour nombre d'entre elles libérer dans certaines circonstances des toxines dans l'environnement (cyanotoxines). Comme pour d'autres procaryotes, la taxonomie des cyanobactéries, quand elle passe par le barcodage, est basée sur la similarité de séquences d'ADN du gène ribosomal 16S. Ainsi, le code à barres le plus couramment utilisé pour identifier des cyanobactéries est le marqueur ADNr 16S. Il est difficile de définir les espèces au sein des procaryotes, mais le marqueur 16S peut être utilisé pour déterminer des unités taxonomiques opérationnelles (OTU). Parfois ces OTU peuvent aussi être liées à des espèces définies traditionnellement et peuvent donc être considérées comme une représentation fiable des relations évolutives.
Cependant, pour analyser une structure taxonomique ou la biodiversité d'une communauté cyanobactérienne entière (voir Métabarcodage de l'ADN), il est plus instructif d'utiliser des marqueurs spécifiques aux cyanobactéries. Les amorces bactériennes universelles 16S ont été utilisées avec succès pour isoler l'ADNr cyanobactérien à partir d'échantillons environnementaux, mais elles récupèrent également de nombreuses séquences bactériennes,.
Des marqueurs 16S spécifiques de cyanobactéries ou phyto-spécifiques sont couramment utilisés pour se concentrer uniquement sur les cyanobactéries. Des ensembles de ces amorces ont été testés pour le codage à barres ou le métabarcodage d'échantillons environnementaux et ont donné de bons résultats, éliminant la majorité des organismes non photosynthétiques ou non cyanobactériens,,,.
Le nombre de génomes cyanobactériens séquencés disponibles dans les bases de données augmente régulièrement. 
Outre le marqueur 16S, les études phylogénétiques pourraient donc inclure des séquences plus variables, telles que des séquences de gènes codant des protéines (gyrB, rpoC, rpoD, rbcL, hetR, psbA,, rnpB, nifH, nifD), l'espaceur interne transcrit des gènes de l'ARN ribosomal (ITS de l'ARNr 16S-23S), ou l'espaceur intergénique à la phycocyanine (PC-IGS). Cependant, les gènes nifD et nifH ne peuvent être utilisés que pour l'identification de souches cyanobactériennes fixatrices d'azote.
Le barcoding d'ADN de cyanobactéries peut être utilisé par divers types d'études écologiques, évolutives et taxonomiques. À titre d'exemple, il a servi à évaluer la diversité et la structure de communautés cyanobactériennes, à identifier des cyanobactéries indésirables (causes de fermetures de baignades et de dégradation d'eaux potables ou destinées à la potabilisation...) dans des masses d'eau importantes sur le plan écologique et économique ; ou encore pour l'évaluation des symbiotes cyanobactériens d'invertébrés marins. Il pourrait bientôt faire partie des programmes de surveillance de routine des eaux de surface pour y détecter les cyanobactéries avant même qu'elles ne soient responsables de blooms potentiellement écotoxiques ou toxiques dans les masses d'eau, au profit de stratégies de gestion de l'eau plus ciblées et efficientes. L'identification des espèces de cyanobactéries sera facilitée car elle est particulièrement difficile en microscopie, notamment car leurs caractères morphologiques (base de la définition traditionnelle des espèces) varient selon leurs conditions de croissance,. L'identification au microscope optique demande une grande expertise et est longue et donc relativement coûteuse. 
Enfin, les méthodes moléculaires détectent des concentrations beaucoup plus faibles de cellules cyanobactériennes dans l'échantillon que les méthodes traditionnelles.

## Base de données de référence
Ce type de base rassemble un grand nombre de séquences d’ADN attribuées à une espèce ou à une fonction. 
Elle permet de relier des séquences moléculaires trouvées dans un organisme à une taxonomie préexistante. 
Des bases de données générales telles que la plate-forme NCBI incluent toutes sortes de séquences, allant de génomes entiers à des gènes marqueurs spécifiques d'organismes connus. D'autres plates-formes ne contiennent que les séquences d'un groupe distinct d'organismes, par ex. la base de données UNITE exclusivement dédiée aux séquences de champignons ou la base de données PR2 dédiée aux séquences ribosomales de protistes.
Certaines bases de données sont vérifiées, et permettent une affectation taxonomique plus précises et certaines.